# Uljana Donskova
Uljana Donskova (ryska: Ульяна Вячеславовна Донскова), född den 24 augusti 1992 i Kamensk-Sjachtinskij, Ryssland, är en rysk gymnast.
Hon tog var med och tog OS-guld i trupp i rytmisk gymnastik i samband med de olympiska gymnastiktävlingarna 2012 i London.